# 公園道路
公園道路（こうえんどうろ、英: Parkway パークウェイ）は、アメリカ合衆国などで発達した高速道路の一種であり、一般的に中央分離帯や道路の両脇には街路樹等が整備されている。アメリカ合衆国において、公園道路のような高速道路はすべて通過交通として設計された自動車専用道路であり、また一部に有料の道路も存在する。多くの公園道路では通行は一般車両に限定され、トラックやバスなどの商用車両は通行を禁止されている。1900年代初頭のニューヨーク市周辺で建設が始まり、1930年代には政策的に位置づけられ、全米に建設が拡大していった。速度制限が設けられるとともに、道路周辺は公園として整備され、景観保全に役立っている。ヨーロッパや日本、台湾にも影響を与えた。
なお、公園内の園路を公園道路と呼ぶ場合もあるので注意。

## 歴史
公園道路はペンシルベニア・ターンパイクやドイツのアウトバーン、アメリカ合衆国の州間高速道路網などに代表される自動車専用道路の先駆け的存在である。
公園道路が最初に建設されたのはニューヨーク市およびその近郊地域であり、1907年に最初の公園道路であるブロンクス川公園道路の建設が、翌1908年にロング・アイランド・モーター公園道路の建設が開始された。
1920年代に入ると、ニューヨーク市周辺の公園道路網はニューヨークのマスタービルダーと呼ばれるユダヤ系アメリカ人のロバート・モーゼスによって広い範囲へと拡大が進められた。モーゼスは公園道路を、アメリカ合衆国を自動車指向社会へと発展させるための道具であり、混雑の激しい都市地域からロング・アイランドの開発途上地域へと人口を分散させるための手段であると位置づけ、積極的な拡大方策を採った。
1930年代に入ると、モーゼスの公園道路構想に連邦政府が加わり、連邦政府は歴史的な道路を記念するための国立公園道路を建設した。連邦政府が建設した公園道路は上下一車線がほとんどであったため、比較的厳しい速度制限がかけられた。国立公園道路の管理は国立公園局に委ねられた。
連邦政府が関わった公園道路には、市民保全部隊が建設したブルー・リッジ公園道路やナチェズ・トレイス公園道路も含まれる。
ケンタッキー州で「公園道路」といえば有料道路として建設された高速道路を指すが、実際にはケンタッキー州に存在する多くの公園道路は既に建設費用を回収し終えているため、無料で利用することができる。ニューヨーク市の大部分では、公園道路は一般に商用車両の通行が禁止されている。

## アメリカの公園道路の一覧

### 国立公園道路
- ブルーリッジ公園道路
- ナチェズ・トレイス公園道路
- ジョージ・ワシントン記念公園道路
- クララ・バートン公園道路
- ワイオミング州#国立パークウェイ

### 一般の公園道路
- ECP（イーストコースト・パークウェイ）
- アリシア・パークウェイ
- アロヨ・セコ・パークウェイ（Arroyo Seco Parkway）
- イースト・バレー・パークウェイ
- ヴァンダービルト・パークウェイ
- ウィリアム・H・ナッチャー公園道路
- ウィルバー・クロス公園道路
- ウェストバレーリッジ・パークウェイ
- ウェンデル・H・フォード・ウェスタン・ケンタッキー公園道路
- エドワード・T・ブレスティット公園道路
- オーデュボン公園道路
- オレゴン州道10号線サウスウェスト・ナイトー・パークウェイ(SW Naito Parkway)
- ガーデン・ステイト公園道路(ザ・パークウェイ, ザ・ガーデンステート)
- カンザスシティ公園道路
- グリソムパークウェイ
- カテドラルパークウェイ (110th Street (Manhattan))
- 戦艦パークウェー (Battleship Parkway) 、アラバマ州モビール湾上の土手道
- クロス・カウンティ公園道路
- ケンタッキー州パークウェイシステム  (Kentucky Parkway system)
- ケープコーラル・パークウェイ
- コロナード・パークウェイ
- コロニアル・パークウェイ
- サマリン・パークウェイ
- ジュリアン・M・キャロル・パーチェス公園道路
- ジョン・ロックフェラー2世記念パークウェイ
- ジュビリーパークウェー (Jubilee Parkway) 、アラバマ州モビール湾上の高架橋の橋）
- ストロー・ドライブ
- スプライン・ブローク公園道路
- ソウ・ミル川公園道路
- タコニック・ステイトパークウェイ (Taconic State Parkway)
- テキサス州州道99号線（グランド・パークウェイ）
- ナチェズ・トレイスパークウェイ  (Natchez Trace Parkway)
- ニュージャージー・パークウェイ
- ニューヨーク州の公園道路  (Parkways in New York State)
- ハッチンソン川公園道路
- パリセード州間公園道路
- ハル・ロジャーズ公園道路
- パークウェー・セント・ジョセフ (Parkway Saint Joseph) 、ミズーリ州セントジョセフ、ミズーリ州の大通りシステム
- ブロンクス川公園道路 (Bronx River Parkway)
- ペラムパークウェイ (Pelham Parkway (disambiguation))
- ベール・T・コームズ山公園道路
- ヘンリー・ハドソン公園道路
- ボルティモア・ワシントン公園道路
- ポカホンタスパークウェー（ヴァージニア州道895号線）
- マーサ・レイン・コリンズ・ブルー・グラス公園道路
- マルゲリート・パークウェイ
- ミード湖パークウェイ（元ミード湖ドライブ、州道564号線）
- メリット公園道路（英語版）
- リーハイ公園道路（英語版）
- ルイ・B・ナン公園道路
- ロングアイランド・パークウェイ

## その他の国の公園道路一覧
- エアポート・パークウェイ（Airport Parkway） - カナダ・オタワ
- イーストコースト・パークウェイ - シンガポール
- サドーヴォエ環状道路 - ロシア ・モスクワ。1850年ころ、モスクワの城壁を取り外した跡地に「ガーデン風の環状道路」が作られた